# Gay Head Light
Das Gay Head Light ist ein Leuchtturm bei Aquinnah auf der Insel Martha’s Vineyard im Bundesstaat Massachusetts der Vereinigten Staaten. Das heutige Bauwerk wurde 1856 in Betrieb genommen und 1987 im Rahmen der Multiple Property Submission Lighthouses of Massachusetts MPS in das National Register of Historic Places eingetragen.

## Geschichte
Am 18. November 1799 wurde der erste Leuchtturm an diesem Standort nahe Aquinnah (bis 1997 Gay Head) in Betrieb genommen, um als Navigationshilfe für den Schiffsverkehr im Vineyard Sound zu dienen. Dort befindet sich unter Wasser ein natürliches Hindernis namens Devil’s Bridge (deutsch Teufelsbrücke), das die Durchfahrt tückisch macht. Dieser erste Turm war im Grundriss achteckig und 47 ft (14,3 m) hoch. Er war von Beginn an sehr wichtig für die Sicherheit der Seeschifffahrt in diesem Bereich und wurde daher als einer der ersten Leuchttürme mit einer Fresnel-Linse 1. Ordnung ausgestattet. Das Bauwerk wurde am 15. Juni 1987 mit der Nummer 87001464 in das National Register of Historic Places eingetragen. Aufgrund fortwährender Erosion der Küste war der Leuchtturm stark bedroht und wurde im Frühjahr 2015 im Rahmen einer aufwendigen Aktion weiter ins Landesinnere versetzt.

## Architektur
Das heutige Bauwerk ist als Rundturm ausgeführt und 51 ft (15,5 m) hoch. Es besteht aus Ziegeln und Sandstein.

## Technik
Der Leuchtturm sendet alle 7,3 Sekunden im Wechsel (alternierend) einen weißen bzw. roten Lichtstrahl aus, der bis zu 24 sm (44,4 km) (weiß) bzw. 20 sm (37 km) (rot) zu sehen ist. Bei einer Fehlfunktion des Hauptlichts sendet der Turm alle 6 Sekunden einen weißen Lichtblitz (Kennung Fl W 6s). Das Leuchtfeuer wird jedoch im Bereich von 342 Grad bis 359 Grad von der Insel Nomans Land verdeckt. Die bis 1952 installierte Fresnel-Linse ist heute im Museum der Martha’s Vineyard Historical Society in Edgartown ausgestellt.